# Manométer

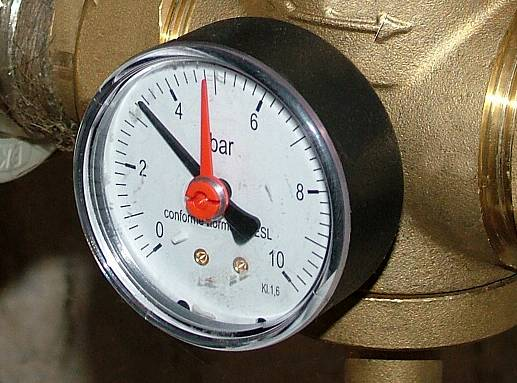
1. ábra: Csőrugós manométer

A manométer (ismert még: nyomásmérő és feszmérő néven is) egy mechanikus mérőeszköz folyadékok vagy gázok nyomásának mérésére. A speciális célra készült nyomásmérőknek egyedi neveik vannak, például barométer, vákuummérő,  vérnyomásmérő, vagy a járművek kerekeiben lévő levegő nyomását ellenőrző „nyomásmérő”. 
A manométer elnevezés a görög manosz (μανός = vékony, ritka) és metron (μέτρον = mérték) összetételével keletkezett.

## Csoportosításuk
Léteznek
- közvetett és
- közvetlen elven mérő manométerek.

Közvetett elven működik az összes olyan manométer, amely a nyomást mechanikus alakváltozássá alakítja, majd az elmozdulás értékét jelzi ki. A közvetett elven működő manométerek előnyei 
- kis méret,
- tetszőleges működési helyzet,
- mechanikai rezgéseknek ellenálló kivitel,
- nagy mérési tartomány,
- leolvasáshoz nagyméretű skála készíthető, és
- nagy mérési pontosság.

Mérési tartományuk néhány Pa nyomástól több száz MPa-ig terjed.
Közvetlen elven működik az összes folyadékoszloppal mérő manométer és egyes digitális manométerek. 

## Típusai
A legfontosabb manométertípusok:

### Bourdon-csöves manométer

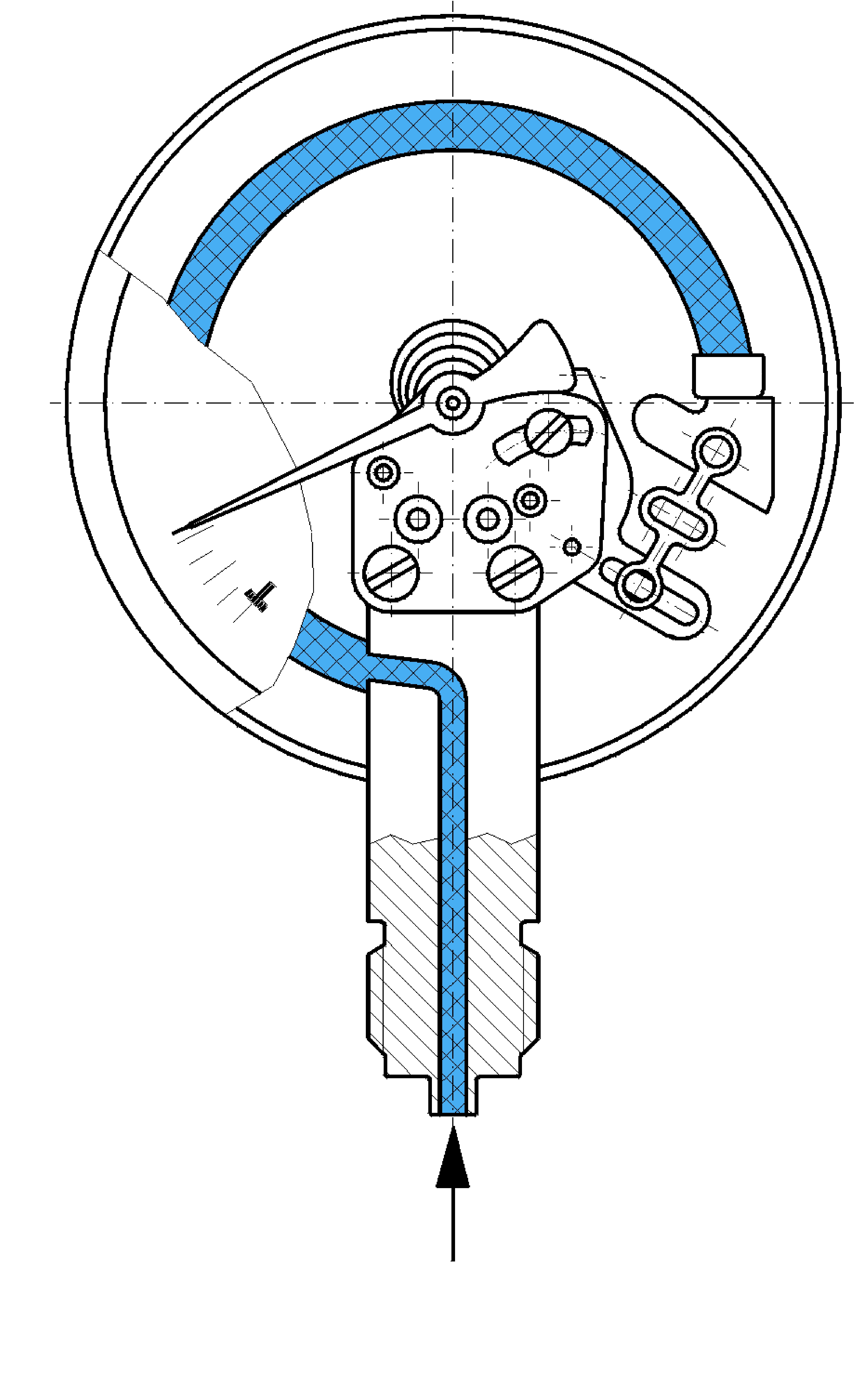
2. ábra: Bourdon-szelencés manométer vázlata

A Bourdon-csöves vagy Bourdon-szelencés manométert (ismert még: csőrugós manométer néven is) Eugene Bourdon szabadalmaztatta 1849-ben. Edward Ashcroft vásárolta meg a kizárólagos jogokat az Egyesült Államokban 1852-ben, és ő lett az első, aki ipari mennyiségben gyártotta. 1875-ben a szabadalom lejárt, és ettől kezdve számos cég gyártja. Jelenleg ez a legelterjedtebb nyomás- és vákuummérő eszköz[forrás?]. Működésének lényege, hogy egy meghajlított és egyik végén lezárt csőbe (szelencébe) túlnyomásos közeget vezetve a cső külső ívére nagyobb nyomás hat, mint a cső belső ívére. A külső ívre ható nagyobb nyomás miatt a külső ívre nagyobb erő hat mint a belső ívre, ezért a cső kiegyenesedni (légköri nyomásnál kisebb nyomás esetén pedig meggörbülni) igyekszik. A rendszerint körív alakúra hajlított cső alakváltozása egy bizonyos határon belül egyenesen arányos a nyomással.
A Bourdon-szelencés manométer működését a 2. ábra szemlélteti: a  menetes csonk furatán beáramló közeg (gáz vagy folyadék) az íves alakú, egyik végén lezárt csőbe jut, amely ennek hatására megváltoztatja alakját. Az alakváltozást rudazat segítségével egy fogasív-fogaskerék kapcsolaton át a mutató tengelyére viszik át. Végeredményben a mutató a nyomás hatására elmozdul egy nyomásértékekre kalibrált skála előtt. 
A Bourdon-szelencés manométer szokásos belső kialakítását a 3. ábra szemlélteti. Kisebb nyomások esetén a menetes csatlakozóba forrasztással rögzítik a téglalap szelvényű berillbronz szelencét, míg nagyobb nyomások esetén a szelence végén menetes csatlakozó van. Nagy nyomások esetén a szelence anyaga acél, extrém nagy nyomások esetén pedig a szelence acélcsövében excentrikusan helyezkedik el a furat. Ha üzem közben számítani lehet a hirtelen nyomásesésekre, akkor a
légmentesen lezárt manométerházat glicerinnel töltik a lengések csillapítására. Hidraulikus rendszerekben gyakran használnak manométer tehermentesítő szelepet, amelynek célja, hogy a manométer csak az ellenőrzéshez szükséges ideig kapcsolódjon a nap 24 órájában működő és akár egy-két másodpercenként változó nyomású körébe (manométer kímélése).  
Ha a nyomást szűk tartományon belül pontosan kell kijelezni, akkor a szelence a 4. ábra szerinti többmenetes kialakítású.

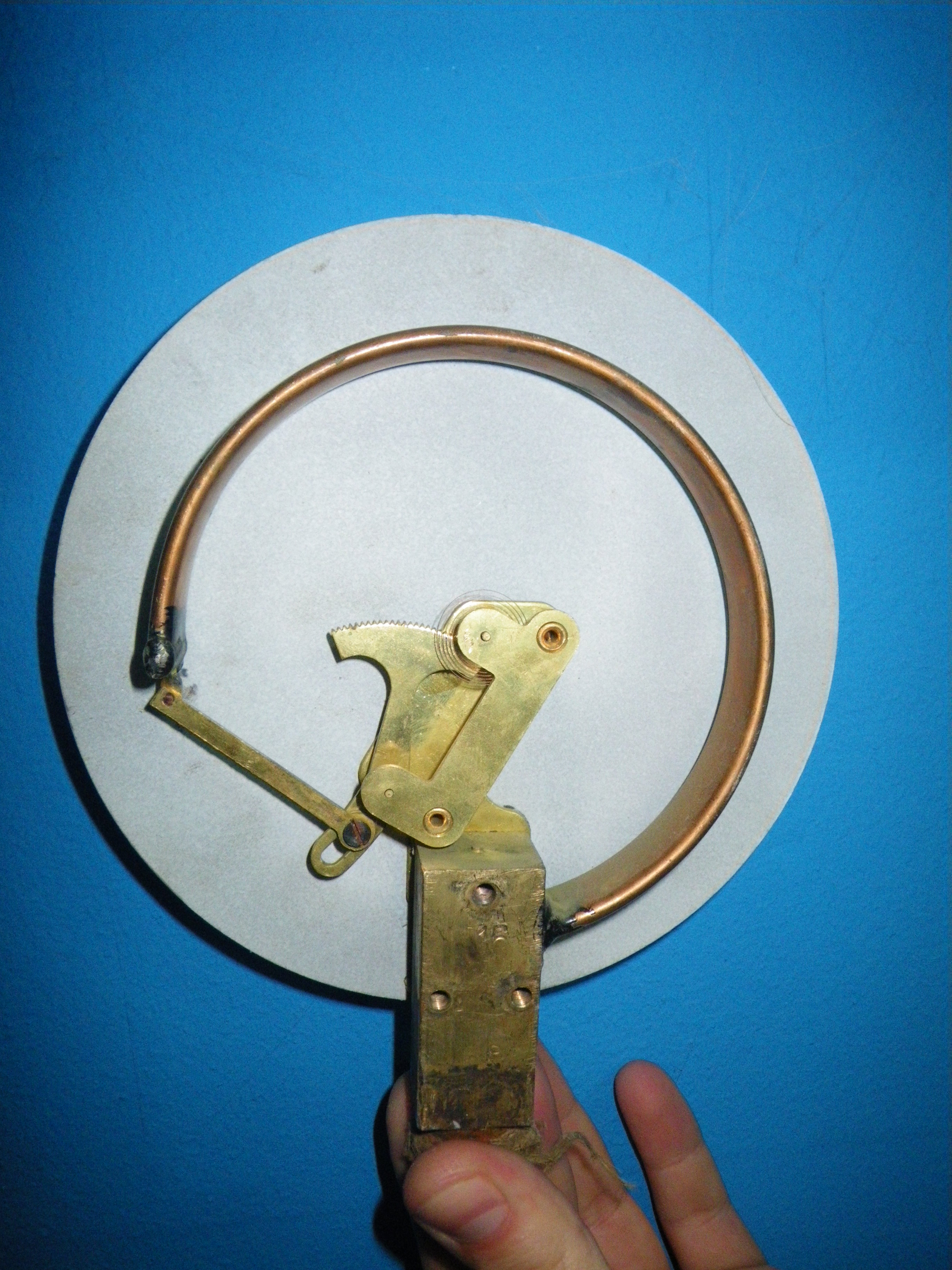
3. ábra: Bourdon-szelencés manométer belseje
4. ábra: Bourdon-szelencés manométer működése
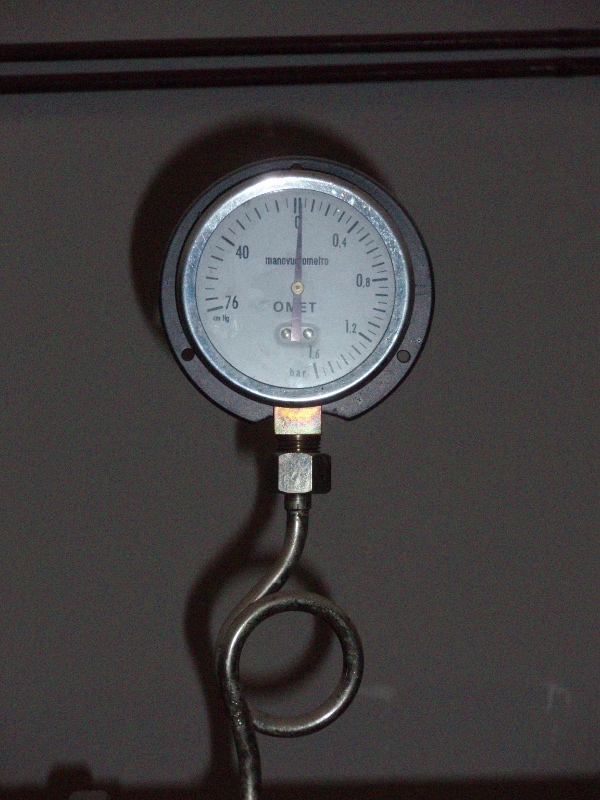
5. ábra: Nyomás- és vákuummérő kombináció

A 4. ábra animációja egyben szemlélteti a Bourdon-szelencés manométerek működését is. Abból a célból, hogy a csőrugó és a mutató közötti elemek holtjátékát kiegyenlítsék, a Bourdon-szelencés manométereket egy hajszálvékony spirálrugóval (l. 2. ábrán középen) látják el. A spirálrugó működés közben a kitérítéssel szembe ható jelentéktelen, de biztos erővel hat a mutató tengelyére ékelt fogaskeréken át a fogasívre, így szüntetve meg az elemek között lévő holtjátékot.
Magától értetődően a Bourdon-szelencés manométer nemcsak túlnyomás, hanem vákuum mérésére is alkalmas. Néha kombinált, középállású műszert készítenek, amely túlnyomás és vákuum mérésére egyaránt használható (5. ábra).

### Csőmembrános manométer

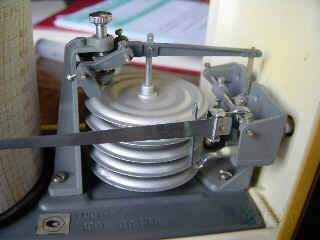
6. ábra: Csőmembrános nyomásmérő (barográf)

A csőmembrán egyik végén zárt, hullámos cső, amelynek szabadon mozgó vége nyomás 
hatására elmozdul. A csőmembrán a nyomás megváltozásának hatására hosszirányában megnyúlik vagy rövidül, és mozgatja a csővégre szerelt mutatót (6. ábra). Csőmembrános manométereket használnak még a vegyiparban is. Előnye a nagy pontosság és a linearitás. 

### Síkmembrános manométer

7. ábra: Síkmembrános manométer elve

A (sík)membrános manométer működése a 7. ábrán tanulmányozható: 
- Nyomásmentes helyzetben a 3 vékonyfalú membrán mindkét oldalára {\displaystyle P_{atm}} légköri nyomás hat.
- A 4 házba beáramló túlnyomás hatására a 3 membrán (rugalmasan )függőlegesen elmozdul.
- A 3 membrán elmozdulása a 2 fogaslecet is elmozdítja.
- A 2 fogasléc elmozdulása az 1 fogaskereket fordítja el, amely az 5 mutató tengelyére van ékelve (rögzítve).
- Végeredményben a membrán elmozdulását a mutatóra viszik át, amely nyomásértékekre skálázott számlap előtt fordul el.

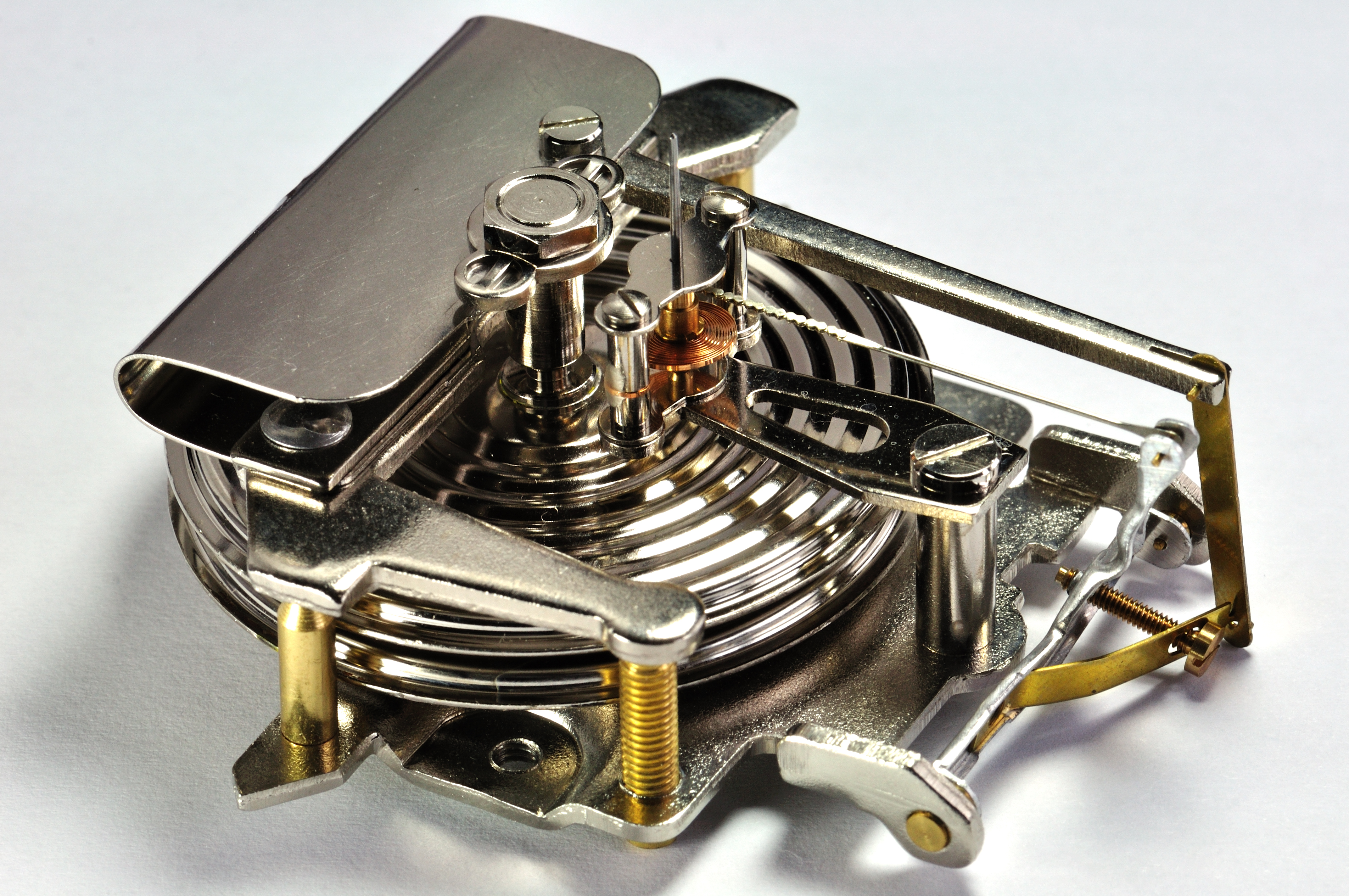
8. ábra: Síkmembrános nyomásmérő (barométer) belseje

A membrán túlnyomás okozta tönkremenetelét (deformáció, felhasadás) gyakran úgy akadályozzák meg, hogy a membrán felett egy neki megfelelő védőfedél helyezkedik el és a membrán egyszerűen nem tud tovább emelkedni. A membrán és a védőfedél közé bezárt levegő egy vagy több apró lélegzőfuraton át távozik. A gyakorlatban teljesen sík felületű membránt soha nem használnak, mert elmozdulása nem követi lineárisan a nyomásváltozást, továbbá nincs határozott nullpontja.

### Szelencés manométer
A membrános manométer megfelelő konstrukcióval alkalmazható nyomáscsökkenés (vákuum) detektálására is. Barométerekben olyan zárt membrános konstrukciót alkalmaznak (8. ábra), amelynél a membrán alakváltozását (köznyelven behorpadását vagy kidudorodását) a membránnal lezárt doboz belsejében lévő légritka tér és a külső légnyomás közötti nyomáskülönbség megváltozása okoz.
A műszer annál érzékenyebb, minél vékonyabb fémlemezből készül a szelence, és minél nagyobb a hatásos felülete. Túlterhelésre érzékeny, mert az érzékelő deformálódik, így a műszer további mérésre alkalmatlanná válik. A szelence visszatérítő ereje a vékony falvastagság miatt kicsi, ezért kiegészítő elemeket használnak.

### U-csöves manométer
Az U-csöves manométerek klasszikus példája a higanyos barométer (9. ábra) 
Az U-csöves manométer (10. ábra) állandó keresztmetszetű üvegcsőből készül. A két szára között hosszmérésre alkalmas skálát helyeznek el. A nyomáskülönbség a két folyadékfelszín közötti távolságból számítható a {\displaystyle H=P_{a}-P_{o}} összefüggés alapján (Víz közeget feltételezve a nyomás értékét vízoszlop-milliméterben kapjuk.).
Az U-csöves manométert elsősorban laboratóriumi körülmények között, ipari kemencék gázrendszereiben, kisebb nyomásokra használják.
- Előnyei: egyszerű, pontos és olcsó
- Hátrányai: törékeny, nagy méretű, csak meghatározott helyzetben használható, nehezen automatizálható.[2]

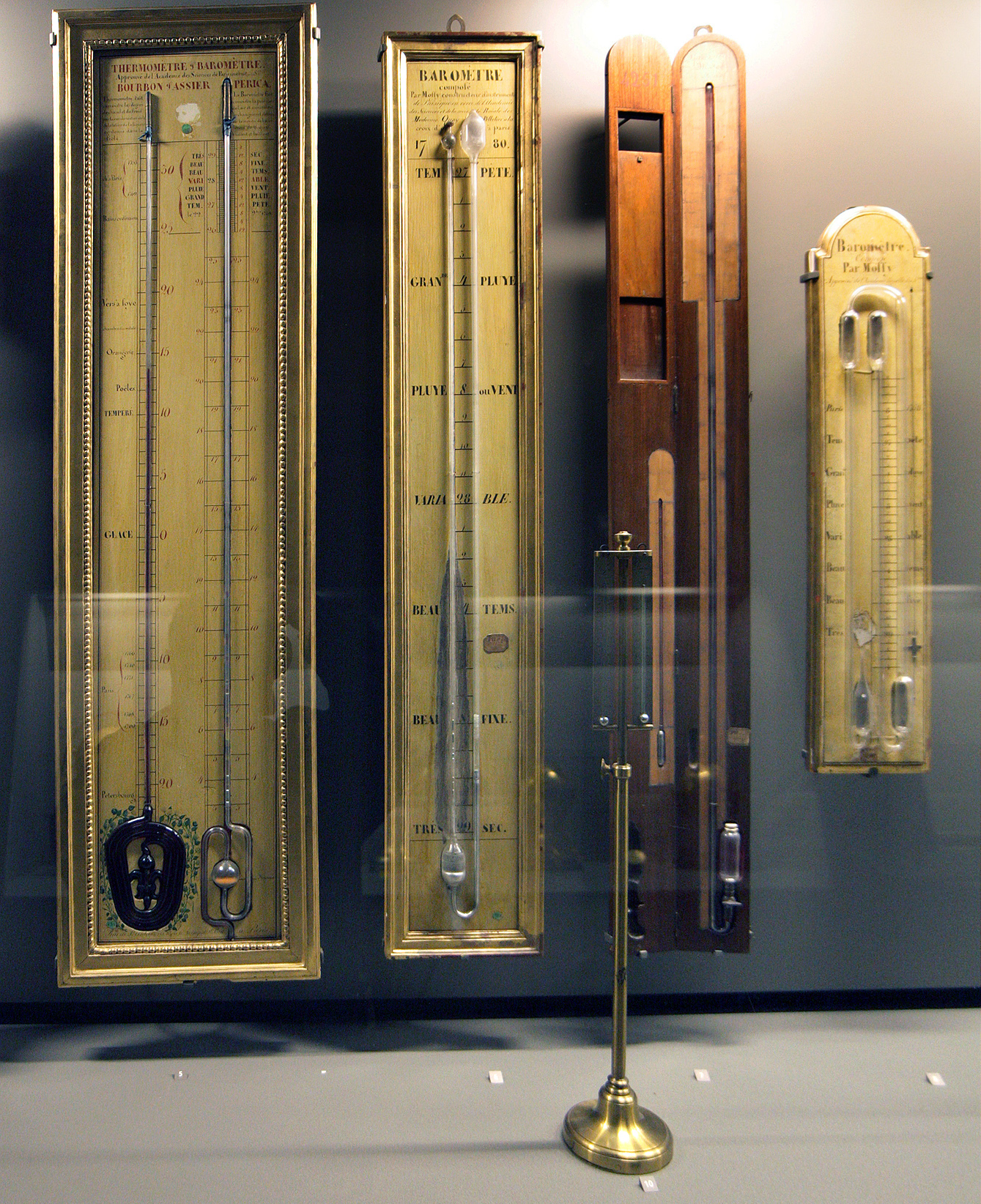
9. ábra: Higanyos barométer
10. ábra: U-csöves manométer

## Digitális manométer
Kivitelét tekintve két fő típusa van:
- elektronizált közvetett nyomásmérő; Ebben az esetben például a membrános nyomásmérő membránja kapacitív, induktív vagy optoelektronikai úton változást idéz elő egy kondenzátorban, tekercsben vagy fényérzékelőben és az így keletkezett feszültségváltozást jelzik ki analóg vagy digitális módon. Ez a kategória csupán a meglévő elemek pótlólagos automatizálása, hiszen alapjaiban nem változtatja meg a mérés elvét: a mérés továbbra is membránnal, szelencével, Bourdon-csővel, stb. történik, csak az elmozdulást nem számlapra viszik át[2] (11. ábra). Potenciométeres nyomásátalakítót használt például a VAZ-2103 gépkocsi MM-393A jelű membrános olajnyomás érzékelője[5]
- nyomásérzékelő elemek felhasználásával a nyomást közvetlenül érzékelik a fentebb ismertetett mechanikus elemek nélkül (pl. nyúlásmérő bélyeg, Hall-generátor) és a műszerben lévő elektronika továbbítja a megfelelő nagyságú elektromos jelet. Működési elvük alapvetően eltér a hagyományos manométerekétől (12.ábra). A piezorezisztív nyomásmérőben 4 darab mérőszonda szolgál egyetlen membránként. A négy szondát elektromosan Wheatstone-hídba kötik. A membrán vastagsága a mérendő nyomástól függ.[2] Gyakori, hogy a digitális manométerben a 13.ábra szerinti célorientált integrált áramkör kerül beépítésre.

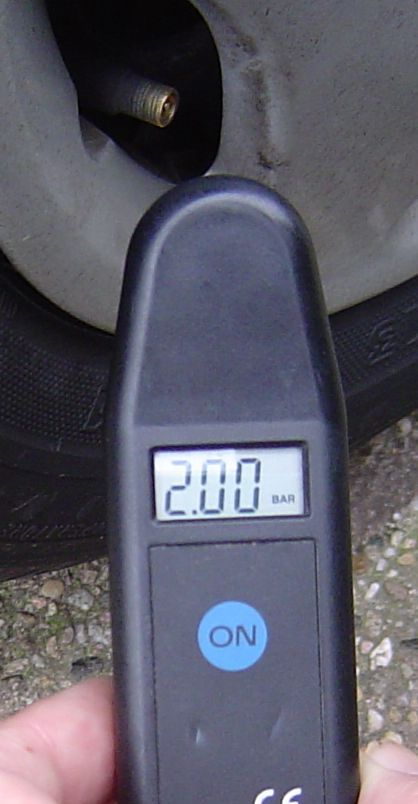
11. ábra: Membrános manométer digitális kijelzővel
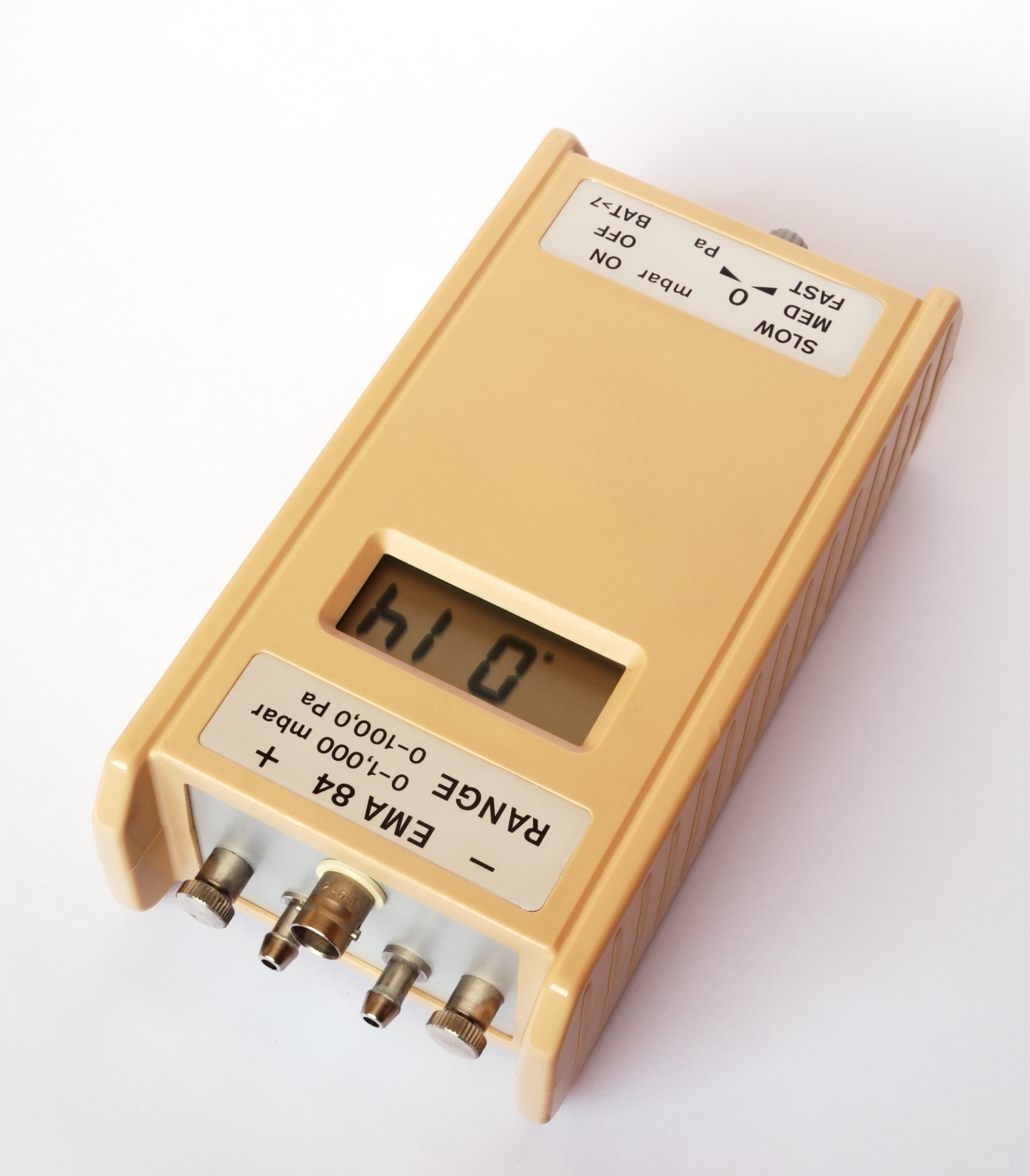
12. ábra: Digitális manométer
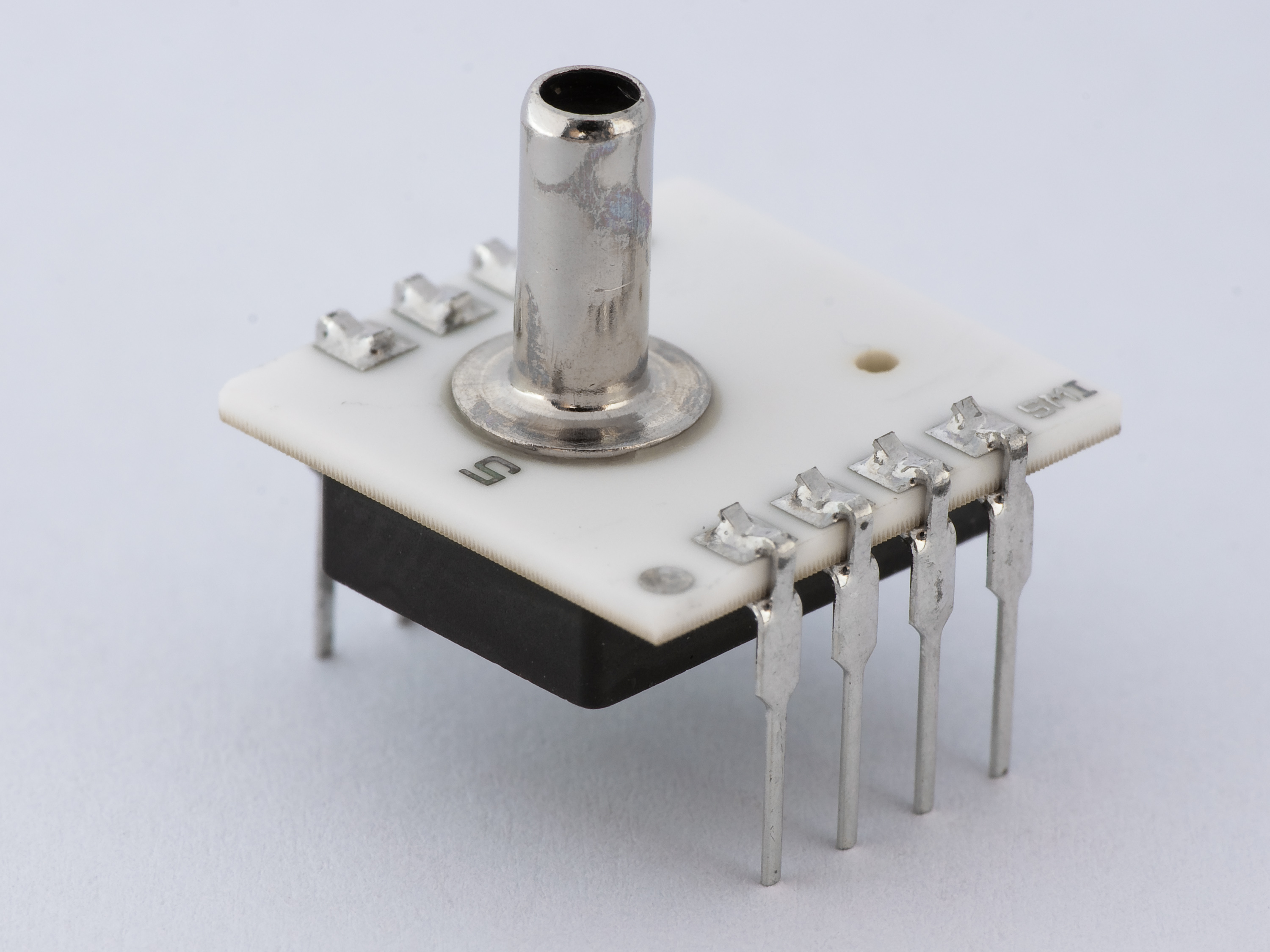
13. ábra: Digitális szenzor IC

## Rajzjel
Műszaki rajzokon, hidraulikus és pneumatikus kapcsolási vázlatokon a manométert a 14. ábrán látható szimbólum jelöli.

14. ábra: Manométer rajzjele